# Megalopelma
Megalopelma is een muggengeslacht uit de familie van de paddenstoelmuggen (Mycetophilidae).

## Soorten
- M. glabana (Johannsen, 1910)
- M. nigroclavatum (Strobl, 1910)